# Testigo involuntario. Nicolás Redondo
Testigo involuntario. Nicolás Redondo és una pel·lícula documental espanyola del 2012 dirigida per Iñaki Arteta sobre la trajectòria política sindical del que va ser secretari general de la Unió General de Treballadors Nicolás Redondo Urbieta. Ha estat rodada a Barakaldo, Portugalete i Madrid. Fou projectada en la secció "Tiempo de Historia" de la Seminci de 2012.

## Sinopsi
Nicolás Redondo, malgrat la seva popularitat, és un gran desconegut. Ha transitat per la vida amb dedicació extrema en l'epicentre de grans multituds i moments històrics amb la voluntat clara de millorar la societat en el temps que li va tocar lliure. En aquest documental fa una mirada al passat per reflexionar sobre els seus començaments, les seves decisions, la política, la lleialtat, el present. Hi parlen els que el van voler i el volen, i els que el van voler i ja no el volen tant, amb les que va compartir la primera línia de la seva vida pública i familiar. Entre ells hi apareixen Alfonso Guerra, Carlos Solchaga, Manuel Chaves, José Antonio Saracíbar, Antonio Gutiérrez, José María Fidalgo i Patxi López. Felipe González va refusar participar-hi. El documental està estructurat entorn de tres episodis concrets: 
- el Congrés de Suresnes (1974)
- l'enfrontament amb el PSOE que va derivar en la vaga general espanyola de 1988 contra el govern de Felipe González
- L'estafa del la cooperativa PSV i la seva dimissió el 1994

## Nominacions
Fou nominada al millor documental a les Medalles del Cercle d'Escriptors Cinematogràfics de 2012.